# Pierre de L'Estache
Pierre de L'Estache ou de L’Estache, ou Lestache ou Pietro de Lestach dans son contrat de mariage. Vers 1688, Paris - 28 novembre 1774, Rome) est un sculpteur et stucateur français. Il est à Rome en 1715. En 1722-23 il y réalise une copie de la Vénus callipyge pour le Grosser Garten d'Auguste II de Pologne à Dresde (copie détruite en même temps que les jardins en 1945). Son fils Charles de l'Estache était également sculpteur (?-14 mars 1811). Fils d’un ciseleur, maître ciseleur, maître fondeur et orfèvre. Famille paternelle peu connue, contrairement à la famille maternelle, marchands de bois originaires de Montereau. Sa sœur et une tante font de beaux mariages. Placé en apprentissage en 1706 chez le sculpteur Sébastien Slodtz, père de Michel-Ange Slodtz, pour cinq ans. Le 22 juillet 1712, le duc d’Antin, directeur général des Bâtiments signe son brevet d’ élève de l’Académie royale de peinture et de sculpture, avec pension. En 1715, deux cents livres lui sont versées pour se rendre à Rome, et le duc d’Antin signe son brevet d’élève de l’Académie de France. Il s’y trouve le 31 mai. En 1721-22 accompagne à  Paris un transport d'œuvres et retourne Rome. Il travaille à des statues pour l’église de la Trinité-des-Monts avec Lambert Sigisbert Adam et Edmé Bouchardon (statues perdues). Bons rapports avec Poerson, directeur de l’Académie de France et avec le cardinal de Polignac qui le soutiendra. Refusé par la Congrégation de Saint-Louis-des-Français le 13 juin 1730, mais admis le 30 sur recommandations du cardinal de Polignac. Il travaillera beaucoup pour la congrégation, aussi bien sur le plan artistique qu’administratif et comptable. Le 12 juillet 1732, le duc d’Antin l’autorise à se marier à Rome avec une romaine, Maria Maddalena Benigni (voir chronologie chez Anne-Lise Desmas). Assurera l’intérim à la direction de l’Académie de France (1737-38) à la mort de Vleughel.

## Œuvres à Rome
- Arcibasilica di San Giovanni in Laterano (Archibasilique Saint-Jean-de-Latran), façade : Sant’Atanasio – Saint Athanase  .1735-36. Statue, travertin, h. 6 m., au coin de la façade vers le palais du Latran. Parmi les auteurs des quinze statues, il est un des deux seuls non italiens avec Pascal Latour, de Liège (à l’époque dans les Pays-Bas autrichiens), qui sculpte Saint Thomas d’Aquin. Cappella Corsini (Chapelle Corsini), première chapelle du début de la petite nef de gauche (navata menore), un des quatre bas-reliefs surmontant les quatre niches avec statues, à l’opposé de la tombe du cardinal Neri Corsini, 1733. Marbre, h. 1m., L 1,40 m.  Sant’Andrea risana un cieco – Saint André guérit un aveugle. La chapelle est toujours fermée. Difficile à distinguer sur la visite vidéo.
- Chiesa San Luigi dei Francesi * (église Saint-Louis-des-Français (Pour cette  église, qui a  été  plusieurs fois visitée, la plupart des informations sont reprises de Anne-Lise Desmas) : Sur la façade, niches inférieures : Charlemagne et Saint Louis, 1746-47. Travertin, h. 3 m. L. 1,40. Niches supérieures : Sainte Clotilde et Sainte Jeanne de Valois, 1747-48. Travertin, h. 3 m. L. 1,40. Parfois critiquées pour leur manque de finesse, défense fondée sur la difficulté de sculpter un travertin très dur. Intérieur : nef centrale, au-dessus de l’orgue : Quatre angelots musiciens, 1759. Statues en bois. H. 1,30 m. De part et d’autre de la porte centrale, sous l’orgue : deux groupes d’anges, 1758. Hauts reliefs en stuc. H. 1,70 m., L. 1,50 m., Profondeur 1,20 m. Au-dessus de la porte centrale, sous l’orgue : Armes de l’abbé de Canillac, 1758. Bas et haut-relief, marbre. L. totale 1,60 m.  Attribution, nef centrale : Palmes et fleurs de lys, vers 1755. Vingt bas-reliefs en stuc, écoinçons des baies de part et d’autre des fenêtres, vers 1755. Portes latérales : Trophées d’église, 1751-53. Bas-reliefs en marbre, h. 4 m. L. 1,35 m, Profondeur cm. 22,35. Sommet du lanternon : La Colombe du Saint-Esprit entourée de têtes de chérubins, 1751- 52. Bas-reliefs en stuc, h. approximative des têtes : 0,50 m. Chérubins, nuées, guirlandes et "objets propres au culte catholique" (Denis Lavalle); Chœur : Quatre Trophées d’église, 1751-1752. Bas-relief en stuc, h. 1,80 m., L. 1,10 m. profondeur cm. 22,5. Écoinçons de part et d’autre des fenêtres sous la coupole. Chœur sous les tribunes latérales : deux consoles, 1752. Bas-relief en stuc doré. H. 1,35 m., L. 1,6 m. Monument au cardinal de La Grange d’Arquien, 1724-1725, marbre. H. 1,50 m, L 1 m. draperie h. 1,35 m, L. 2 m. Fond collatéral droit. Attributions : collatéral droit. Tombeau avec buste du peintre Charles-François Poerson, avant 1726. Collatéral gauche (fond) : tombeau du cardinal de la Trémoille avec buste, 1743/1752.
- Chiesa dei Santi Claudio e Andrea dei Borgognoni - (église Saints-André-et-Claude-des-Bourguignons – de Franche-Comté). Inscription se trouvant sur la frise : COMITATUS BURGUND. SS. ANDRE  AP. ET CLAUDIO EP. NATIO DIC. (Le Peuple du Comté de Bourgogne a dédié cette église aux saints André, apôtre et Claude, évêque). Statues en stuc des évangélistes, des pendentifs de la coupole ainsi que les armoiries de la Franche-Comté dans leur partie inférieure.
- Basilica di Santa Croce in Gerusalemme - (basilique Sainte-Croix-de-Jérusalem). Façade, angle droit : Costantino – Constantin, 1743-44. Statue, travertin, hauteur 6 m.